# إسدود
إسدود هي قرية فلسطينية سابقة. كانت القرية، التي كان عدد سكانها 4910 نسمة في عام 1945، قد أخلت من سكانها خلال حرب عام 1948 بين العرب وإسرائيل. تقع الآثار اليوم في منطقة بئر توفيا، على بعد 6 كيلومترات جنوب غرب مدينة أسدود الإسرائيلية الحديثة. يُعرف الموقع الأثري باسم تل إسدود، ويمكن رؤية بقايا بقايا المستوطنة القديمة والحديثة.
يعود تاريخ أول مستوطنة حضرية موثقة في إسدود إلى القرن السابع عشر قبل الميلاد، عندما كانت مدينة كنعانية محصنة. تم تدميره في انهيار العصر البرونزي. خلال العصر الحديدي، كانت مدينة فلسطينية بارزة، إحدى دول المدن الفلسطينية الخمس. تم ذكره 13 مرة في الكتاب المقدس العبري. بعد أن استولى عليها عزيا، حكمتها مملكة يهوذا لفترة وجيزة قبل أن يسيطر عليها الأشوريون. خلال الفترة الفارسية، أدان نحميا اليهود العائدين لتزاوجهم من سكان إسدود. في ظل عصر هلنستي، عُرفت المدينة باسم أزوتوس. تم دمجها لاحقًا في السلالة الحشمونية. خلال في القرن الأول قبل الميلاد، أزال بومبي المدينة من حكم يهودا وضمها إلى مقاطعة سوريا الرومانية. كانت إسدود أسقفية في ظل الحكم البيزنطي، لكن أهميتها تراجعت تدريجياً وبحلول العصور الوسطى أصبحت قرية.
واليوم، يعد الموقع موقعًا أثريًا مفتوحًا للجمهور، وبه بقايا مرئية لإسدود وآثار تاريخية سابقة يُعتقد أنها فلستينية. يقع مسجد القرية المركزي في أعلى الموقع وكذلك الخان وضريح الشيخ أبو الكبل.

## تاريخ

### علم آثار العصر البرونزي
موقع إسدود اليوم هو تل اثرى معروف باسم "تل اشدود". تقع على بعد بضعة كيلومترات جنوب مدينة إسدود الإسرائيلية الحديثة. تم التنقيب فيه من قبل علماء الآثار في تسعة مواسم بين عامي 1962 و 1972. قاد هذا الجهد خلال السنوات القليلة الأولى ديفيد نويل فريدمان من مدرسة بيتسبرغ اللاهوتية وموشيه دوثان. وترأس دوثان المواسم المتبقية لهيئة الآثار الإسرائيلية.

#### البرونز الأوسط
يعود تاريخ أقدم سكن رئيسي في إسدود إلى القرن السابع عشر قبل الميلاد. تم تحصين إسدود في MBIIC ببوابة مدينة ذات مدخلين (على غرار شكيم).

#### أواخر البرونز
تم ذكر إسدود لأول مرة في وثائق مكتوبة من أواخر العصر البرونزي في أوغاريت، والتي تشير إلى أن المدينة كانت مركزًا لتصدير الأقمشة والملابس المصنوعة من الصوف الأرجواني. في نهاية القرن الثالث عشر قبل الميلاد، غزا شعوب البحر إسدود ودمروها. بحلول بداية القرن الثاني عشر قبل الميلاد، حكم الفلستينيون المدينة، الذين يُعتقد عمومًا أنهم كانوا أحد شعوب البحر. خلال فترة حكمهم، ازدهرت المدينة وأصبحت عضوًا في بينتابوليس الفلستيني (أي خمس مدن)،  والتي تضمنت عسقلان وغزة على الساحل وعقرون وجت في الداخل، بالإضافة إلى إسدود.

### العصر الحديدي

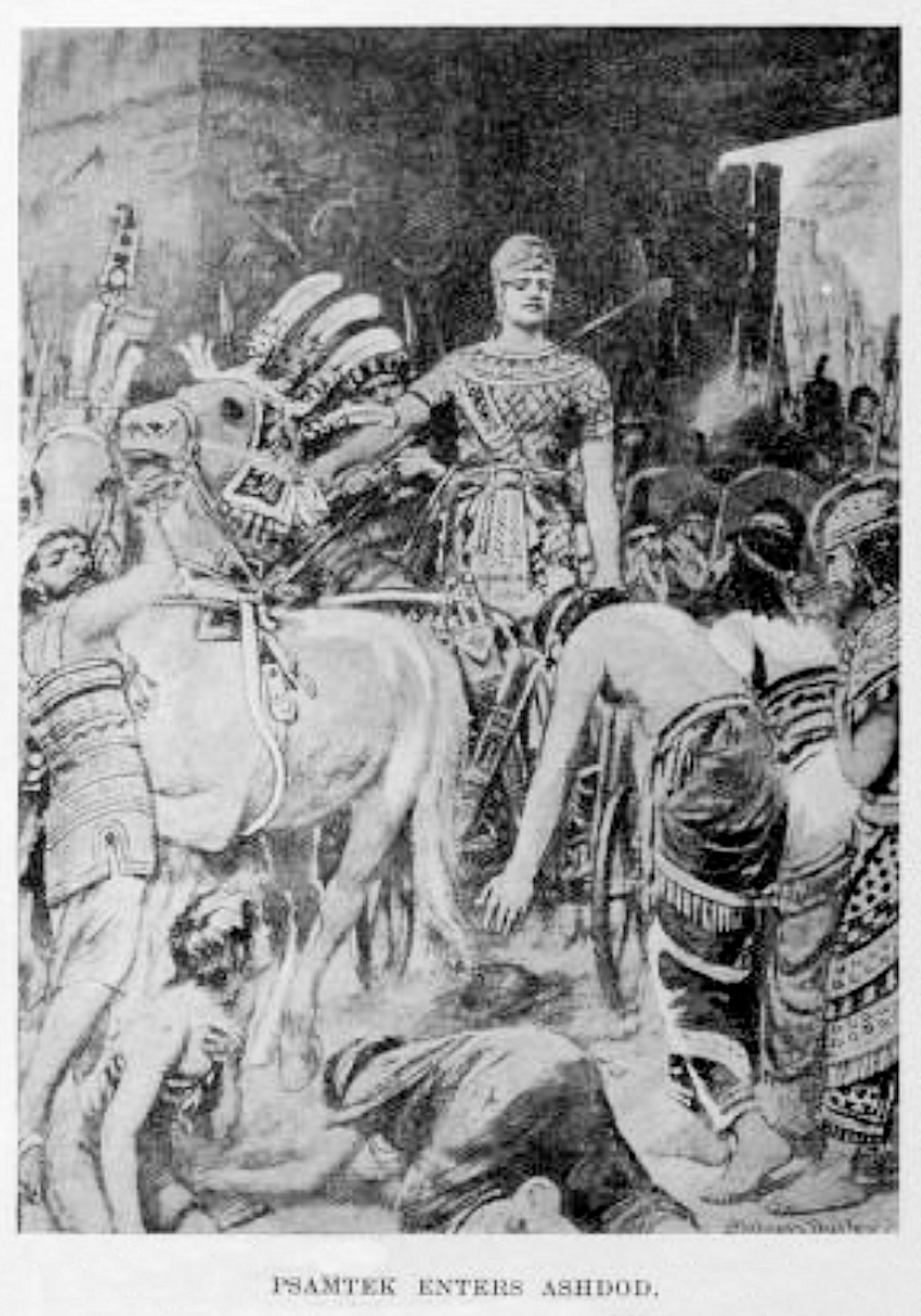
الحاكم المصري بسامتيك الأول أثناء سقوط إسدود عام 635 قبل الميلاد، رسم باتريك جراي عام 1900.

في عام 950 قبل الميلاد، تم تدمير إسدود أثناء غزو الفرعون سيامون للمنطقة. لم يتم إعادة بناء المدينة حتى عام 815 قبل الميلاد على الأقل.
قاد أسدو تمرد الفلسطينيين واليهوذيين والأدوميين والموآبيين ضد آشور بعد طرد الملك أخيميتي، الذي نصبه سرجون بدلاً من أخيه أزوري. كانت جت (غيمتو) تنتمي إلى مملكة إسدود في ذلك الوقت. استعاد القائد العام للملك الآشوري سرجون الثاني(turtanu)، الذي يسميه الملك جيمس الكتاب المقدس ببساطة "الترتان" (Isaiah 20:1)، السيطرة على إسدود في 712/711 قبل الميلاد  وأجبر المغتصب اليماني للفرار. دمر الجنرال سرجون  المدينة ونفي سكانها، بمن فيهم بعض الإسرائيليين الذين استقروا فيما بعد في ميديا وعيلام.
ميتنيتي (الأكادية : 𒈪𒋾 mi-ti-in-ti؛ فلسطيني : 𐤌𐤕𐤕 * Mītīt or * Matīt)  كان ملكًا في عهد ابن سرجون سنحاريب (حكم من 705 إلى 681 قبل الميلاد)، وأخيميلكي في عهد سنحاريب. ابن أسرحدون (حكم من 681 إلى 669 قبل الميلاد).
يُقال أن بسمتيك الأول ملك مصر (حكم 664 - 610 قبل الميلاد) حاصر مدينة أزوت العظيمة لمدة تسعة وعشرين عامًا (هيرودوت، الثاني 157)؛ الإشارات الكتابية إلى بقية إسدود (Jeremiah 25:20؛ را. Zephaniah 2:4) على أنها إشارات إلى هذا الحدث.
في عام 539 قبل الميلاد أعاد الفرس بناء المدينة. في عام 332 قبل الميلاد، تم غزوها في حروب الإسكندر الأكبر.
يذكر سفر نحميا، في إشارة إلى أحداث القرن الخامس قبل الميلاد، الإسدود وخطاب إسدود، التي وصف نصف الأطفال من عائلات مختلطة بالتبني. يشرح هوغو وينكلر استخدام هذا الاسم بحقيقة أن إسدود كانت أقرب المدن الفلسطينية إلى القدس.

#### في الكتاب المقدس العبري
هناك حلقات من الكتاب المقدس تشير إلى إسدود لكنها لا تزال غير مدعومة بالاكتشافات الأثرية:
- عند احتلال يوشع بن نون لأرض الموعد، تم تخصيص إسدود لسبط يهوذا (سفر يشوع 15:46).
- في صموئيل الأول 6:17 ذكرت إسدود بين المدن الفلسطينية الرئيسية. بعد استيلاء الفلستيين على تابوت العهد من بني إسرائيل، أخذه الفلسطينيون إلى إسدود ووضعوه في هيكل داجون. في صباح اليوم التالي وجد داجون ساجداً أمام الفلك. عند إعادته إلى مكانه، وجد في صباح اليوم التالي مرة أخرى سجودًا ومكسورًا. ابتهج أهل اشدود بالدمامل. أرسل وباء الفئران على الأرض (صموئيل الأول 6: 5).[21]
- وفقًا للكتاب المقدس، خلال القرن العاشر قبل الميلاد، أصبحت إسدود، إلى جانب كل مملكة فلستيون، منطقة رعاية لمملكة إسرائيل تحت سيطرة الملك داود.
- ورد ذكر الاستيلاء على المدينة من قبل ملك يهوذا عزيا بعد عام 815 قبل الميلاد بقليل في 2 أخبار الأيام (26: 6) وفي سفر زكريا (9: 6)، يتحدث عن اليهود الكذبة.
- في كتاب نحميا (Nehemiah 13:23–24)، يقال أن بعض سكان القدس في القرن الخامس قبل الميلاد تزوجوا من نساء من إسدود، وأن نصف أطفال هذه الزيجات لم يتمكنوا من فهم العبرية. بدلا من ذلك، تحدثوا "لغة إسدود".

### الفترة الهلنستية
بمجرد عصر هلنستي، غيرت المدينة اسمها إلى Αzotus الذي يبدو يونانيًا ((باليونانية: Άζωτος))‏ وازدهرت حتى التمرد المكابي. أثناء التمرد، "أخذها يهوذا المكابي ودمرها" (كتاب آثار اليهود 12، 8: 6)  غزاها أخوه يوناثان المكابي مرة أخرى عام 147 قبل الميلاد ودمر معبد داجون ذائع الصيت التوراتي (كتاب الآثار 13، 4: 4؛ 1 Samuel 5:1-5). أثناء حكم ألكسندر جنايوس، كانت إسدود جزءًا من أراضيه (كتاب الآثار 13، 15: 4).

### الفترة الرومانية
بعد الدمار الذي لحق بالخلافة خلال حروب الخلافة بين هيركانوس الثاني وأريستوبولوس الثاني، أعاد بومبيوس الكبير استقلال أزوت، كما فعل مع جميع المدن الساحلية الهيلينية (كتاب الآثار 14، 4: 4). بعد بضع سنوات، في عام 55 قبل الميلاد، وبعد المزيد من القتال، ساعد الجنرال الروماني غابينيوس في إعادة بناء إسدود والعديد من المدن الأخرى التي تركت دون جدران واقية (كتاب الآثار 14، 5: 2). في عام 30 قبل الميلاد، أصبحت إسدود تحت حكم الملك هيرودس، الذي تركها لأخته سالومي الأولى (كتاب الآثار 17، 8: 1). بحلول وقت الحرب اليهودية الرومانية الأولى (66-70)، لا بد أنه كان هناك تواجد يهودي كبير بما يكفي في إسدود ليشعر فيسباسيان بأنه مجبر على إقامة حامية في المدينة.
على الرغم من موقعه على بعد أربعة أميال (6 كم) من الساحل، وصفها بطليموس (90 - 168 م) بأنها مدينة بحرية، كما فعل جوزيفوس في كتاب الآثار 13، 15: 4. على الرغم من أن يوسيفوس نفسه يصف إسدود بأنها "في الأجزاء الداخلية" (كتاب الآثار 14، 4: 4). قد يشير هذا التناقض الغريب إلى سيطرة إسدود على ميناء منفصل، يُدعى Azotus Paralios، أو Ashdod-on-the-Sea (παράλιος - "paralios"، وتعني باليونانية "على الساحل"). المدينة الحبيسة أطلق عليها الرومان هيبينوس، "الفرسان"، ومن قبل الإغريق حتى وقت متأخر من العصور الوسطى، أزوتوس ميسوجايوس أو "أزوتوس الداخلية".

#### في العهد الجديد
يشير كتاب أعمال الرسل في القرن الأول الميلادي إلى أزوت باعتباره المكان الذي ظهر فيه فيليب الإنجيلي مرة أخرى بعد أن حول الخصي الإثيوبي إلى المسيحية. بشر فيليبس بالإنجيل في جميع أنحاء المنطقة حتى وصل إلى قيصرية، حوالي 90 كم إلى الشمال.[بحاجة لمصدر]

### العصور البيزنطية والصليبية والأيوبية والمملوكية
خلال الفترة البيزنطية، طغت إسدود-يام على نظيرتها الداخلية من حيث الحجم والأهمية. تُظهر خارطة مادبا في الاردن التي تعود للقرن السادس كلاهما تحت اسميهما.
استمرت شهرة الهيلينية، ثم المسيحيين حتى القرن السابع، عندما أصبحت تحت الحكم الإسلامي. تم تمثيل المدينة في مجمع خلقيدونية من قبل هرقل من أزوت.
أشار الجغرافي ابن خرددة (حوالي 820 - 912) إلى المدينة الداخلية باسم "أزدود" ووصفها بأنها محطة بريدية بين الرملة وغزة.
توقف ذكر الميناء في الفترتين الأيوبية والمملوكية، مما يرجح تعرضه للتدمير من قبل المسلمين إلى جانب مدن الموانئ الأخرى، خوفًا من احتمال استخدامها مرة أخرى من قبل الغزوات الصليبية من البحر. مع تدمير المدينة الساحلية، تستعيد نظيرتها الداخلية أهميتها.

### الفترة العثمانية

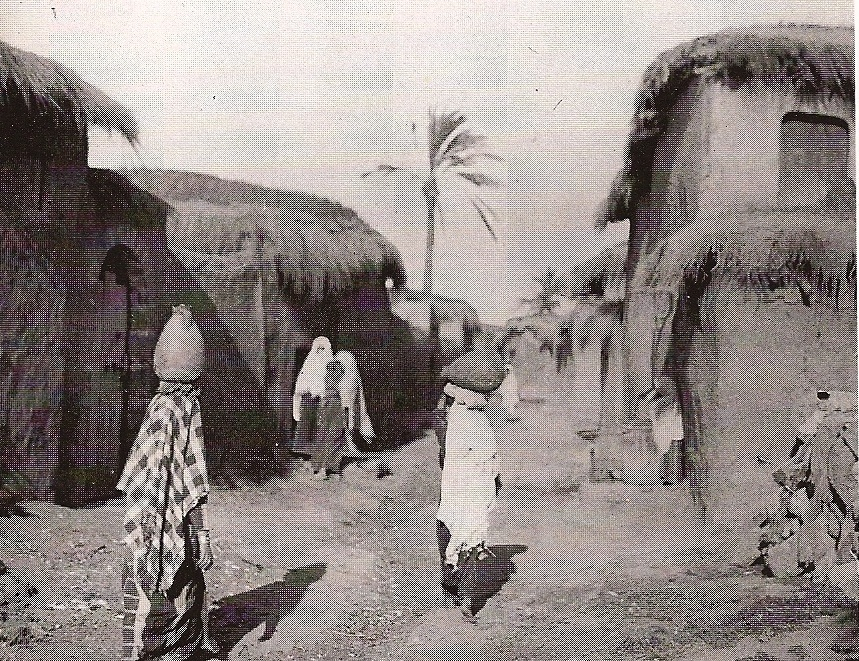
إسدود، ج. 1914-1918

عزز موقع القرية على شارع فيا ماريس من أهمية المدينة خلال الحكم العثماني. في عام 1596 م، كانت تدار من قبل ناهية ("منطقة فرعية") في غزة تحت لواء ("منطقة") غزة، بلغ عدد سكان إسدود (المسماة سدود) 75 أسرة، حوالي 413 شخصًا، جميعهم من المسلمين. دفع القرويون معدل ضريبة ثابتًا قدره 33.3٪ على محاصيل القمح والشعير والسمسم والفاكهة، وكذلك الماعز وخلايا النحل؛ ما مجموعه 14000 آقجة.
في عام 1838، عُرِفت إسدود كقرية مسلمة في منطقة غزة.
في أواخر القرن التاسع عشر، وُصفت إسدود بأنها قرية منتشرة عبر المنحدر الشرقي لتل منخفض، مغطاة بالحدائق. كان الخان المدمر يقع جنوب غرب القرية. كانت منازلها من طابق واحد بجدران ومرفقات مبنية من الطوب اللبن. كان هناك مصدران رئيسيان للمياه: بركة وبئر للبناء. كلاهما محاط ببساتين النخيل وأشجار التين.

### الانتداب البريطاني
في تعداد فلسطين 1922، الذي أجرته سلطات الانتداب البريطاني، كان عدد سكان إسدود 2566 نسمة. 2.555 مسلم و 11 مسيحيًا،  حيث كان المسيحيون جميعهم كاثوليك. ارتفع عدد السكان في تعداد عام 1931 إلى 3240؛ 3238 مسلم ومسيحيان في 764 بيتا.

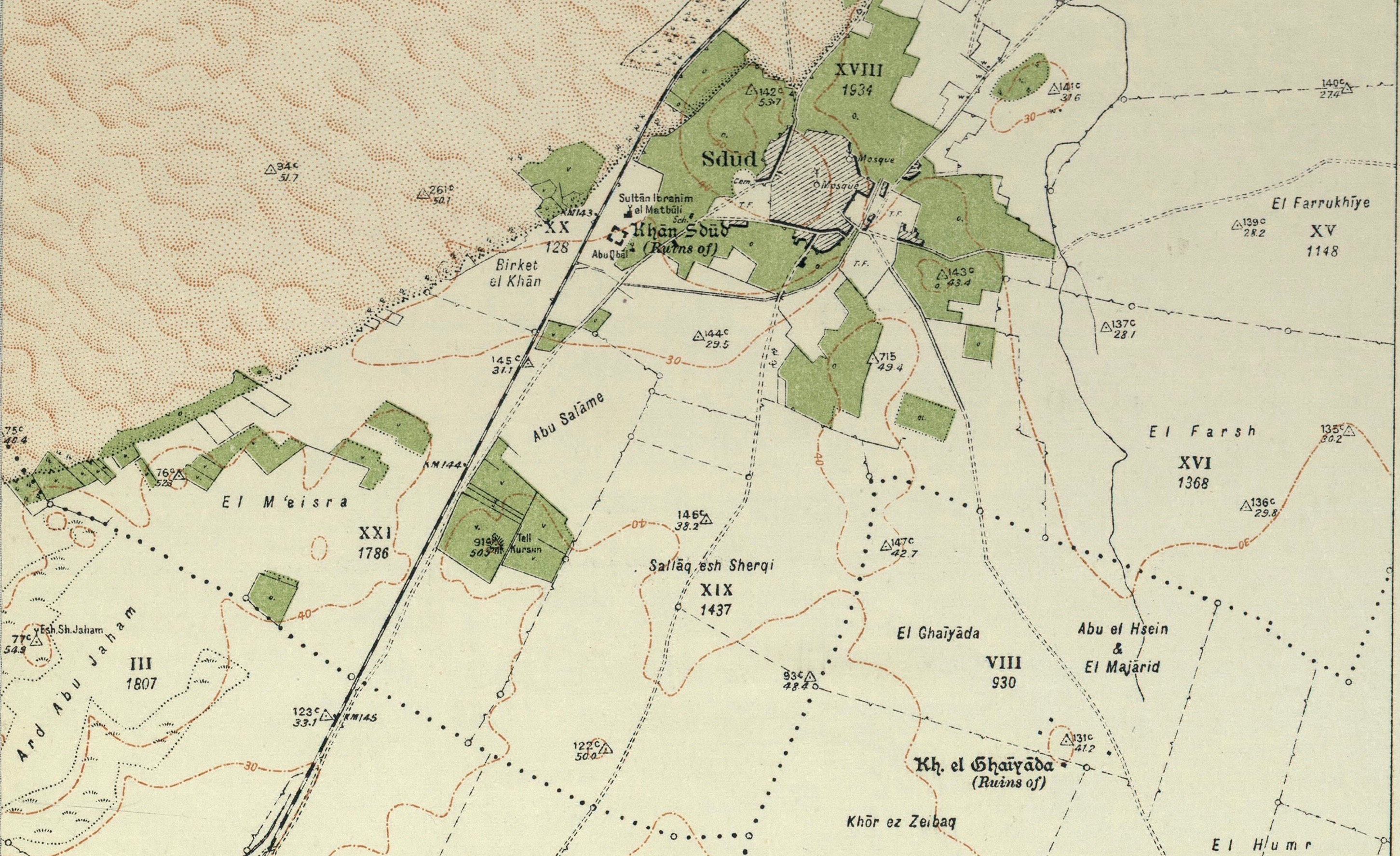
إسدود 1930 1: 20000

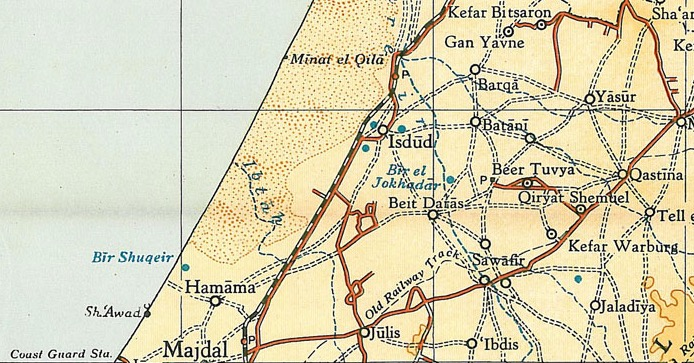
إسدود 1945 1: 250.000

خلال فترة الانتداب، كان في إسدود مدرستان ابتدائيتان. واحد للبنين افتتح في عام 1922، والآخر للفتيات بدأ في عام 1942. بحلول منتصف الأربعينيات من القرن الماضي، كان لدى مدرسة الأولاد 371 طالبًا، بينما كان في مدرسة البنات 74 طالبًا 
أعطت الإحصائيات الرسمية للقرية لعام 1945 لـ "إسداد" عدد سكان يبلغ 4620 عربيًا و 290 يهوديًا في مساحة إجمالية قدرها 47871 دونمًا [4787.1 هكتارًا 4,787.1 هكتار (11,829 أكر) ]. من هذا، تم استخدام 3،277 دونمًا للحمضيات والموز، و 8،327 للزراعة والأراضي الصالحة للري، و 23،762 للحبوب،  بينما تم بناء 131 دونمًا على الأرض.

### حرب 1948

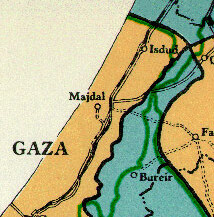
المنطقة المحيطة بإسدود وأشكنلون مجدل كانت قد خصصت للدولة العربية في خطة الأمم المتحدة لتقسيم فلسطين.

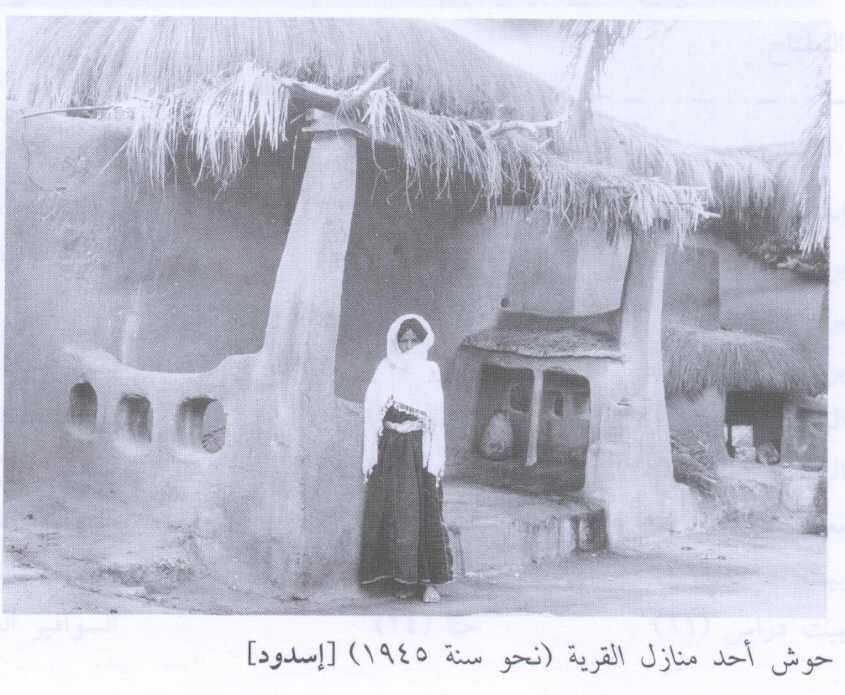
فناء منزل في إسدود، حوالي عام 1945

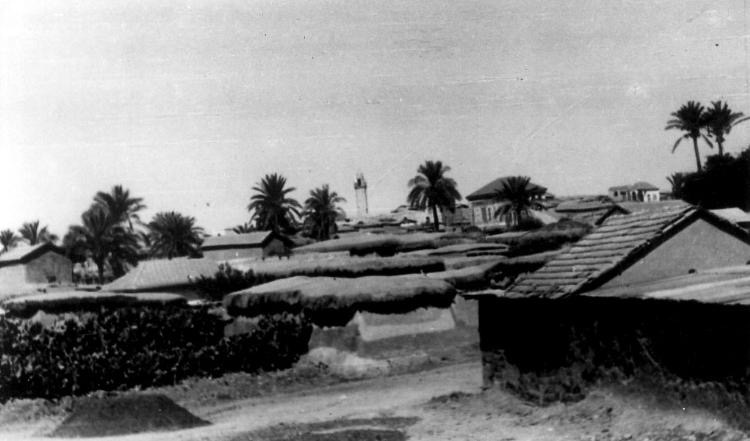
إسدود 1948

سيطر الجيش المصري قرية إسدود في 29 مايو 1948، وأصبحت أقصى شمال المصريين خلال الحرب العربية الإسرائيلية عام 1948. بينما فشل الإسرائيليون في الاستيلاء على الأراضي، وعانوا من خسائر فادحة، غيرت مصر استراتيجيتها من الهجومية إلى الدفاعية، وبالتالي أوقفت تقدمهم شمالًا. اشتبكت القوات المصرية والإسرائيلية في المنطقة المحيطة، حيث لم يتمكن المصريون من السيطرة على جسر إسدود الواقع فوق وادي صقرير. حاصرت قوات الاحتلال الإسرائيلي البلدة خلال معركة إسدود، وقصفتها من الجو. لمدة ثلاث ليالٍ اعتبارًا من 18 أكتوبر / تشرين الأول، قصف سلاح الجو الإسرائيلي بلدة إسدود وعدة مواقع أخرى. خوفا من الحصار، تراجعت القوات المصرية في 28 أكتوبر 1948، وهرب معظم السكان. طرد جيش الاحتلال الإسرائيلي سكان البلدة الـ300 الذين بقوا جنوباً. كانت القرية جزءًا من الأراضي التي مُنحت لإسرائيل بموجب اتفاقيات الهدنة لعام 1949 بعد انتهاء الحرب.

### الفترة الحديثة
في عام 1950، أقيمت اثنتان من القرى التعاونية، سديه عوزياهو وشتوليم، شرقي مدينة إسدود، على أراضي القرية. أقيمت بني داروم (عام 1949) وقان هاداروم (عام 1953) شمال مدينة إسدود على أراضي القرية. تأسست مدينة إسدود عام 1956 4 كيلومتر (2.5 mi) شمال إسدود.
ويشار إلى أن موقع إسدود الآن مغطى بالكثبان الرملية.

## روابط خارجية
- مرحبا بكم في إسدود
- إسدود من مركز خليل السكاكيني الثقافي
- جولة ووضع اللافتات في إسدود، بواسطة إيتان برونشتاين، 15.8.03، ذاكرات
- قصص غير مروية: Ahmad Joudah IMEU، 24 أبريل 2008